# سی‌اس‌اس رایلی (۱۸۶۴)
سی‌اس‌اس رایلی (۱۸۶۴) (به انگلیسی: CSS Raleigh (1864)) یک کشتی بود که طول آن ۱۵۰ فوت (۴۶ متر) بود. این کشتی در سال ۱۸۶۴ ساخته شد.